# Грабер'є-Іваницько
Грабер'є-Іваницько (хорв. Graberje Ivanićko) — населений пункт у Хорватії, у Загребській жупанії у складі міста Іванич-Град.

## Населення
Населення за даними перепису 2011 року становило 664 осіб.
Динаміка чисельності населення поселення:

## Клімат
Середня річна температура становить 10,83 °C, середня максимальна – 24,85 °C, а середня мінімальна – -5,70 °C. Середня річна кількість опадів – 850 мм.
| Клімат поселення                              | Клімат поселення | Клімат поселення | Клімат поселення | Клімат поселення | Клімат поселення | Клімат поселення | Клімат поселення | Клімат поселення | Клімат поселення | Клімат поселення | Клімат поселення | Клімат поселення | Клімат поселення |
| Показник                                      | Січ.             | Лют.             | Бер.             | Квіт.            | Трав.            | Черв.            | Лип.             | Серп.            | Вер.             | Жовт.            | Лист.            | Груд.            |                  |
| Середній максимум, °C                         | 6,07             | 8,05             | 12,48            | 16,87            | 21,88            | 24,85            | 24,10            | 23,58            | 19,65            | 14,64            | 9,08             | 4,95             |                  |
| Середня температура, °C                       | 0,19             | 2,16             | 6,59             | 10,98            | 15,99            | 18,97            | 20,59            | 20,08            | 16,16            | 11,15            | 5,58             | 1,43             |                  |
| Середній мінімум, °C                          | −5,7             | −3,72            | 0,71             | 5,09             | 10,10            | 13,08            | 17,10            | 16,59            | 12,66            | 7,65             | 2,08             | −2,05            |                  |
| Норма опадів, мм                              | 49               | 48               | 56               | 65               | 76               | 91               | 78               | 80               | 78               | 79               | 85               | 65               |                  |
| Середньомісячна швидкість вітру, м/с          | 2.00             | 2.20             | 2.60             | 2.46             | 2.28             | 2.08             | 2.00             | 1.84             | 1.89             | 1.96             | 2.01             | 2.00             |                  |
| Середньомісячна сонячна радіація, кДж/м²·день | 4188             | 6927             | 10629            | 15157            | 19345            | 21335            | 22252            | 19526            | 14342            | 8886             | 4650             | 3378             |                  |
| --------------------------------------------- | ---------------- | ---------------- | ---------------- | ---------------- | ---------------- | ---------------- | ---------------- | ---------------- | ---------------- | ---------------- | ---------------- | ---------------- | ---------------- |
| Джерело:                                      |                  |                  |                  |                  |                  |                  |                  |                  |                  |                  |                  |                  |                  |